# 楠村 (愛知県)
楠村（くすのきむら）は、かつて愛知県西春日井郡にあった村である。現在の名古屋市北区の北部、庄内川北岸の村である。小牧飛行場（現・名古屋飛行場）の敷地の一部が楠村にあった。現在、ここが名古屋飛行場の敷地での唯一の名古屋市の区域となっている。村名は、楠と楠木正成にあやかった名という。

## 沿革
- 江戸時代末期、この地域は尾張国春日井郡であり、尾張藩領、今尾藩領などであった。
- 1880年（明治13年）2月5日 - 春日井郡が東春日井郡と西春日井郡に分割される。この地域は西春日井郡となる。
- 1906年（明治39年）7月11日[矛盾 ⇔ 西春日井郡] - 味鋺村と如意村が合併し、楠村となる。
- 1955年（昭和30年）10月1日 - 名古屋市北区に編入される。

## 村名の由来
1906年の味鋺・如意両村の合併協議の際、新村名を決める会議において、当時の如意村長高柳嘉仁吉が「案が決まらないのであればいっそ味鋺村長の名から採った『長勝村』ではどうか」という案を出した。賛成多数で決まりそうになったが、当の味鋺村長長瀬勝次郎は「一旦命名したものは簡単には改名できないので、軽々しく決めるべきではない。次回に延期すべきである」と反対した。味鋺村長は、古来より味鋺・如意両村は庄内川の洪水とその対策に悩まされてきたので、今後はいかなる事態が再来しようとも楠のように薫り高く、堅固に繁栄するという意味と、忠臣楠木正成の精神にあやかる意味も込めた『楠村』という案を出し、如意村長はじめ満場一致で決定したという。

## 歴代村長
氏名・就任期間・出身集落は『楠町誌』によった。
| 代 | 氏名            | 就任期間                        | 出身集落   | 備考           |
| -- | --------------- | ------------------------------- | ---------- | -------------- |
| 1  | 高柳 嘉仁吉     | 1906年7月16日 - 1906年11月19日  | 喜惣治新田 | 旧如意村村長   |
| 2  | 鈴木 茂吉       | 1906年11月20日 - 1907年4月6日   | 味鋺       |                |
| 3  | 高柳 嘉仁吉     | 1907年4月10日 - 1908年1月12日   | 喜惣治新田 | 再任           |
| 4  | 丹羽 直次郎     | 1908年4月15日 - 1910年5月23日   | 味鋺       |                |
| 5  | 高柳 嘉仁吉     | 1910年6月16日 - 1913年9月15日   | 喜惣治新田 | 再任           |
| 6  | 林 治吉         | 1914年1月19日 - 1915年12月15日  | 如意       |                |
| 7  | 小川 幸助       | 1916年1月7日 - 1916年12月7日    | 如意       |                |
| 8  | 長谷川千代吉    | 1916年12月15日 - 1918年5月7日   | 如意       |                |
| 9  | 小川 逸治       | 1918年8月5日 - 1918年8月14日    | 如意       | 病死           |
| 10 | 丹羽 米三郎     | 1919年2月5日 - 1919年10月30日   | 味鋺       |                |
| 11 | 林 治吉         | 1919年11月18日 - 1922年1月30日  | 如意       | 再任           |
| 12 | 水野 尚夫       | 1922年2月6日 - 1923年2月20日    | 味鋺       |                |
| 13 | 牧野 甚松       | 1923年2月26日 - 1924年2月27日   | 如意       |                |
| 14 | 祖父江 悦太郎   | 1924年8月2日 - 1925年9月3日     | 大蒲新田   |                |
| 15 | 水野 尚夫       | 1925年9月11日 - 1926年4月27日   | 大蒲新田   | 再任           |
| 16 | 林 治吉         | 1926年6月1日 - 1928年5月5日     | 如意       | 再任           |
| 17 | 祖父江 悦太郎   | 1928年5月18日 - 1929年5月25日   | 大蒲新田   | 再任           |
| 18 | 水野 尚夫       | 1929年5月28日 - 1933年5月25日   | 味鋺       | 再任           |
| 19 | 牧野 甚松       | 1933年5月31日 - 1937年5月30日   | 如意       | 再任           |
| 20 | 高柳 鍵三       | 1937年6月11日 - 1941年6月10日   | 喜惣治新田 |                |
| 21 | 長瀬 由雄       | 1941年7月25日 - 1944年10月19日  | 味鋺       |                |
| 22 | 安藤 惣松       | 1944年10月20日 - 1945年11月24日 | 如意       |                |
| 23 | 丹羽 正義       | 1945年11月25日 - 1947年3月1日   | 味鋺       |                |
| 24 | 丹羽 正義       | 1947年4月5日 - 1948年5月19日    |            |                |
| 25 | 小川 秋久       | 1948年6月20日 - 1952年6月19日   | 如意       |                |
| 26 | 長瀬 三郎右衛門 | 1952年6月20日 - 1954年9月15日   | 味鋺       |                |
| 27 | 長瀬 由雄       | 1954年10月18日 - 1955年10月1日  | 味鋺       | 合併により失職 |

## 学校
- 楠村立楠小学校（現・名古屋市立楠小学校）
- 楠村立楠中学校（現・名古屋市立楠中学校）
- 楠村立如意保育園[5]（現・名古屋市立如意保育園）
- 楠村立味鋺保育園[5]（現・名古屋市立味鋺保育園）

## 交通機関
- 名古屋鉄道小牧線
  - 味鋺駅

## 神社・仏閣
- 味鋺神社
- 大井神社
- 西八龍社
- 瑞應寺
- 岳桂院
- 天永寺護国院